# William Hart

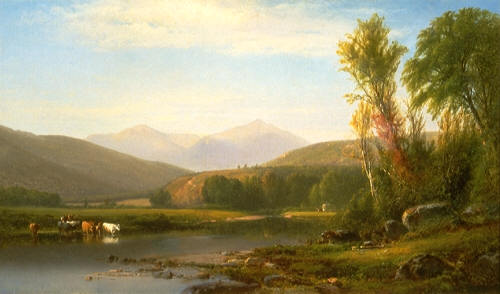
Mount Madison from the Androscoggin River

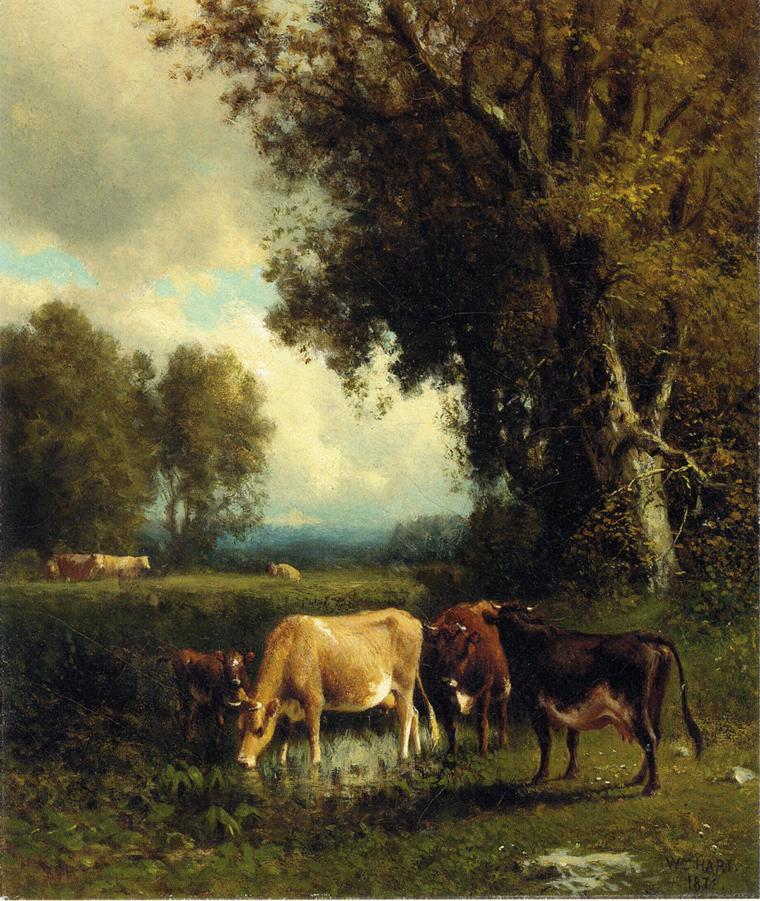
Cows in the Meadow. 1878

William Hart (31. března 1823, Paisley, Spojené království – 17. června 1894, Mount Vernon, New York, USA) byl americký krajinář skotského původu, představitel Hudson River School, bratr Jamese Harta.
Narodil se v Paisley v Skotsku, v dětství emigroval s rodinou do USA. Bydlel v Albany v státě New York. První zkušenosti ziskával jako portrétista a vykonavatel ozdobných panelů. Na začátku 40. let 19. století odešel na tři roky do Skotska studovat. Po návratu se usadil v New Yorku a odtud zabýval pouze krajinomalbou. Vystavoval v Boston Athenaeum, National Academy of Design a na velkých výstavách v celé zemi. Byl členem American Watercolor Society (předseda v letech 1870-1873) a od 1858 i National Academy of Design.
V Hartově malbě je příznačný typický pro Hudson River School zájem o světelné efekty. Luminismus je přítomný ve všech vyzrálých obrazech tohoto umělce, světlo, stíny a atmosféra tvoří pak kostru každé kompozice.
Na mnoha obrazech se objevují krávy, představované během dojení nebo pastvy. Tato zvířata byla oblíbená v druhé polovině 19. století coby symbol souladu člověka a přírody. Někteří malíři, mezi nimi bratři Hartové, zaměřovali se na portréty krav, jež byly vyhledávany americkými sběrateli.

## Vybraná díla
- Grand Manan (1860)
- After the Storm (1860)
- Bathing (1860)
- On the Maine Coast (1860)
- Rocky Coast at Sunset (1860)
- Seashore Morning (1866)
- Harvest Scene – Valey of the Delaware (1868)
- Sunset in the Valley (1870)
- Cows in the Meadow (1878)
- The Land, Keene Valley (1878)
- Hudson River Landscape (1879)
- A Quiet Nook (1885)